# APS (синхротрон)

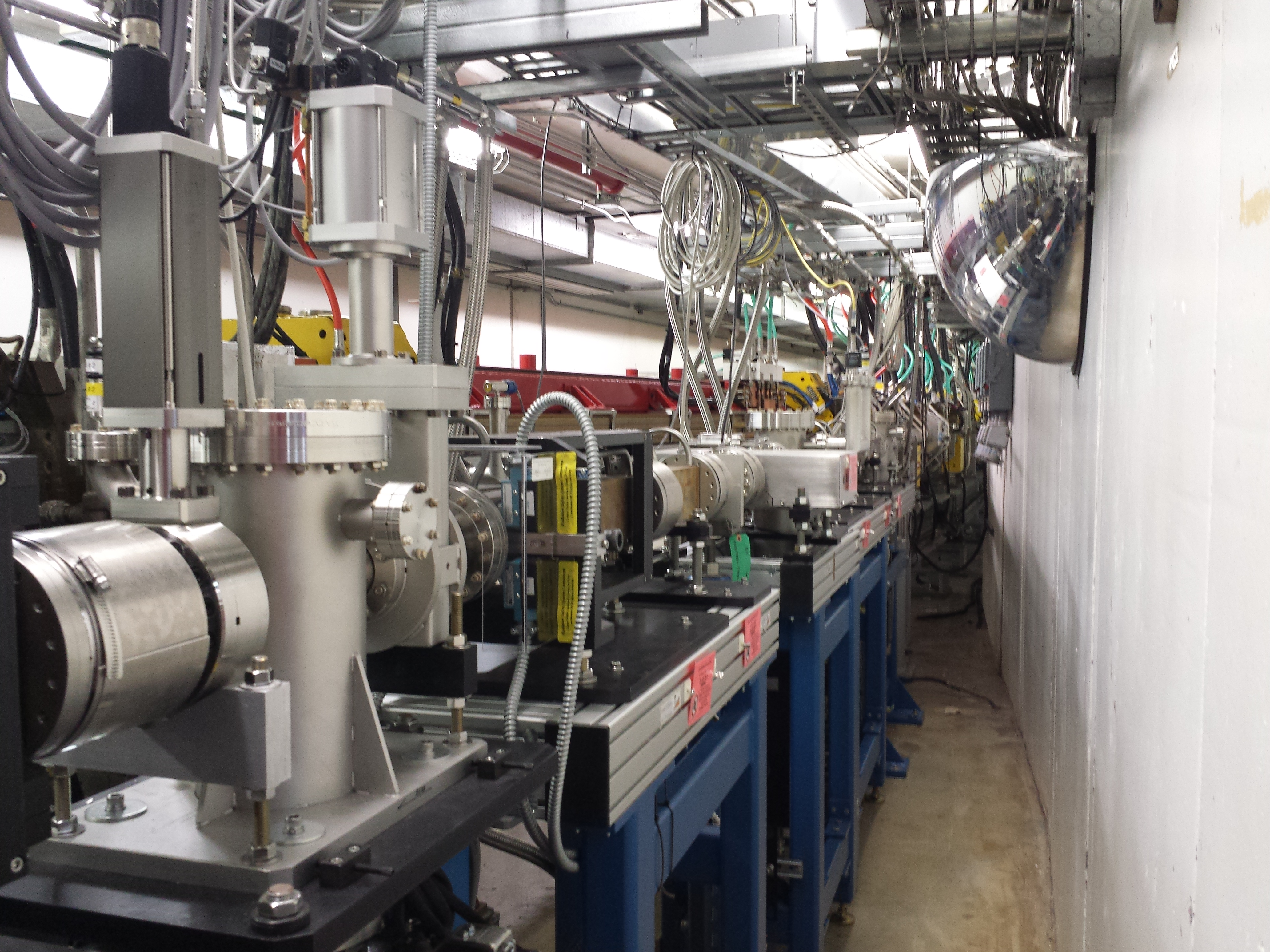
Всередині синхротрону APS.

APS (Advanced Photon Source) — джерело синхротронного випромінювання третього покоління в Аргонській національній лабораторії, за 40 км від Чикаго.

## Короткий опис
Прискорювальний комплекс побудований за традиційною схемою. 450 МеВ лінійний прискорювач інжектує пучок в бустерне кільце, яке прискорює електрони до повної енергії 7 ГеВ. З бустера пучок перепускається в основний накопичувач, периметр якого 1.1 км, енергія 7 ГеВ. В синхротроні передбачено 40 довгих прямолінійних проміжків, з яких 4 зайняті ВЧ-резонаторами, ще один використовується для інжекції, в решту 35 можуть бути встановлені ондулятори. Спектр ондуляторного випромінювання APS покриває діапазон від ультрафіолету до жорсткого рентгену.